# Tvrdolistá středomořská doubrava

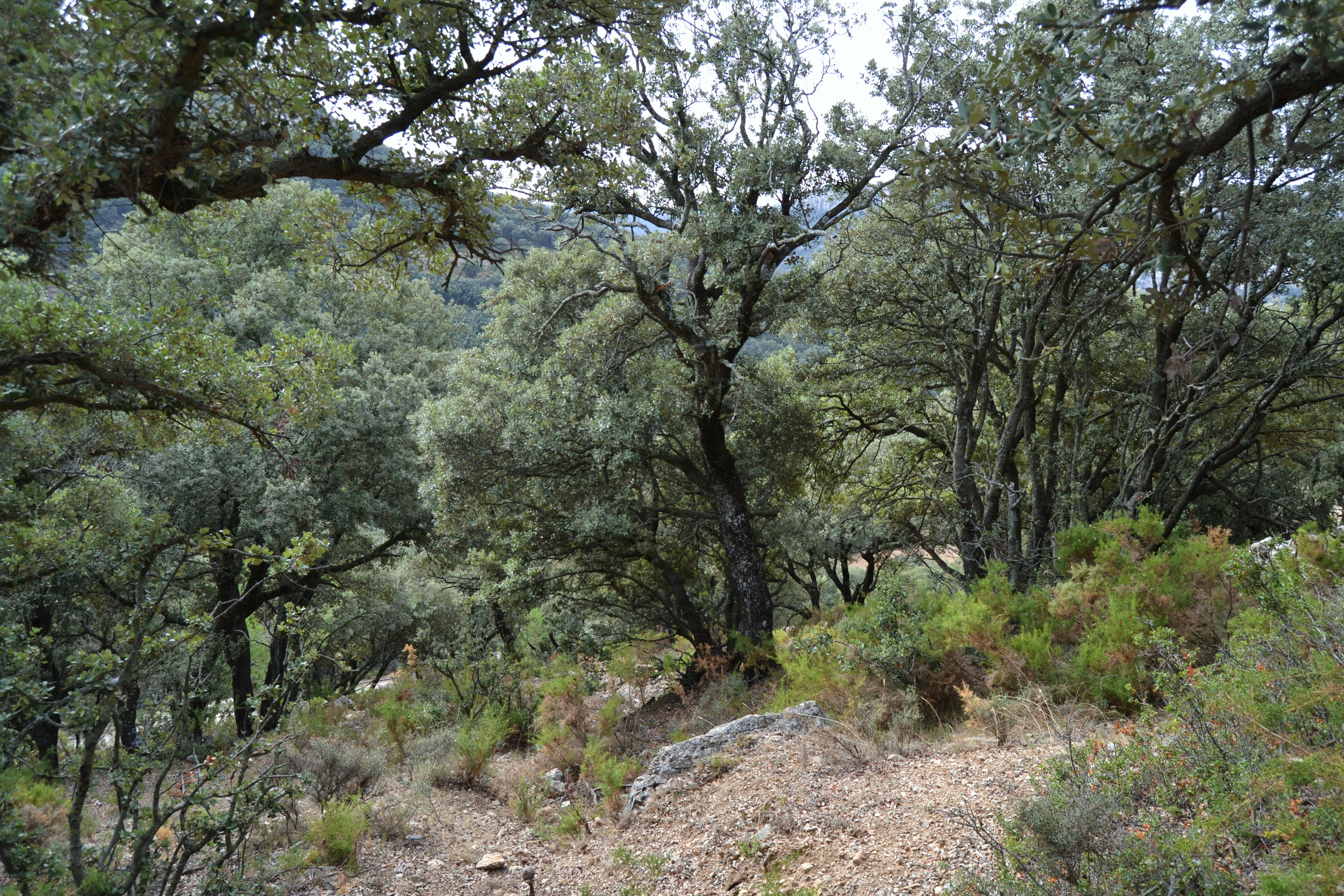
Doubrava s dubem cesmínovitým ve Španělsku

Tvrdolistá středomořská doubrava je druh lesního porostu v oblasti nižších a středních poloh Středomořské pánve. Jedná se o listnaté lesy, v nichž dominují různé druhy stálezelených sklerofylních dubů, především dubu cesmínovitého, korkového a kermesového. Fytocenologicky jsou řazeny do třídy Quercetea ilicis a řádů Quercetalia ilicis (v západním Středomoří) a Quercetalia calliprini (ve východním). Vzhledem k dlouhé historii osídlení a potřebě dřeva ve Středomoří většina porostů podlehla vykácení, popřípadě degradaci na křovinatou vegetaci (makchii); do současné doby se z těchto lesů dochovaly jen zlomky.

## Charakteristika

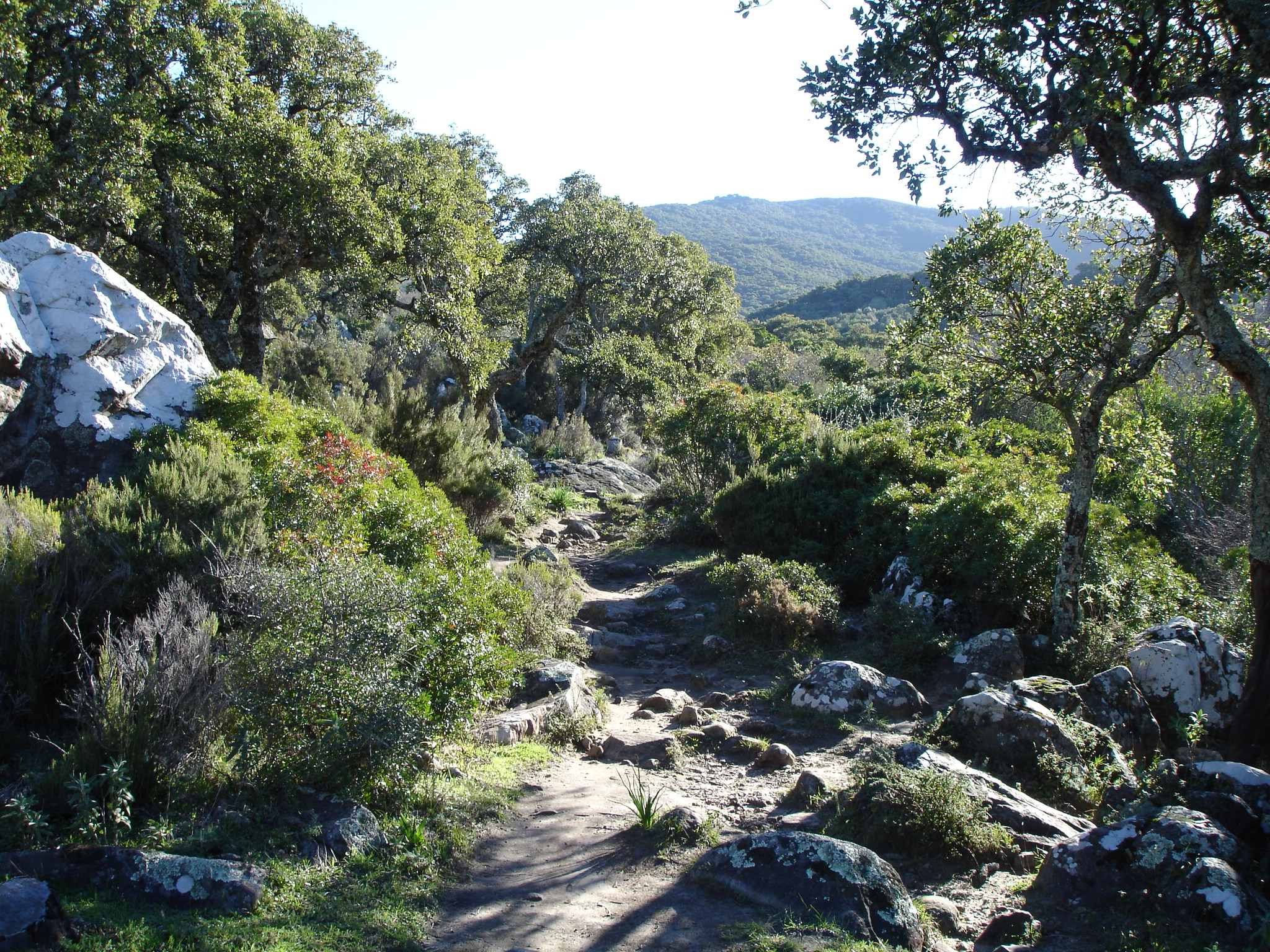
Řídká středomořská doubrava s bohatým keřovým patrem

Tvrdolisté středomořské doubravy by potenciálně vyrůstaly v termo- a mezomediteránním vegetačním stupni, tedy od pobřeží po nižší vrchovinné oblasti; ve vyšších nadmořských výškách přecházejí v opadavé teplomilné doubravy a smíšené lesy. Dominantní složkou jsou stálezelené tvrdolisté (sklerofylní) duby: na kyselých substrátech dub korkový, na bazičtějších a vápnitých dub cesmínovitý a okrouhlolistý (Quercus rotundifolia), ve východním Středomoří dub palestinský (stromovitý poddruh dubu kermesového), vzácněji i mnohé další (dub olšolistý, hálkový). Přimíšeny mohou být, zvláště ve vyšších polohách, borovice (hvězdovitá či halepská), cypřiše nebo jalovce.

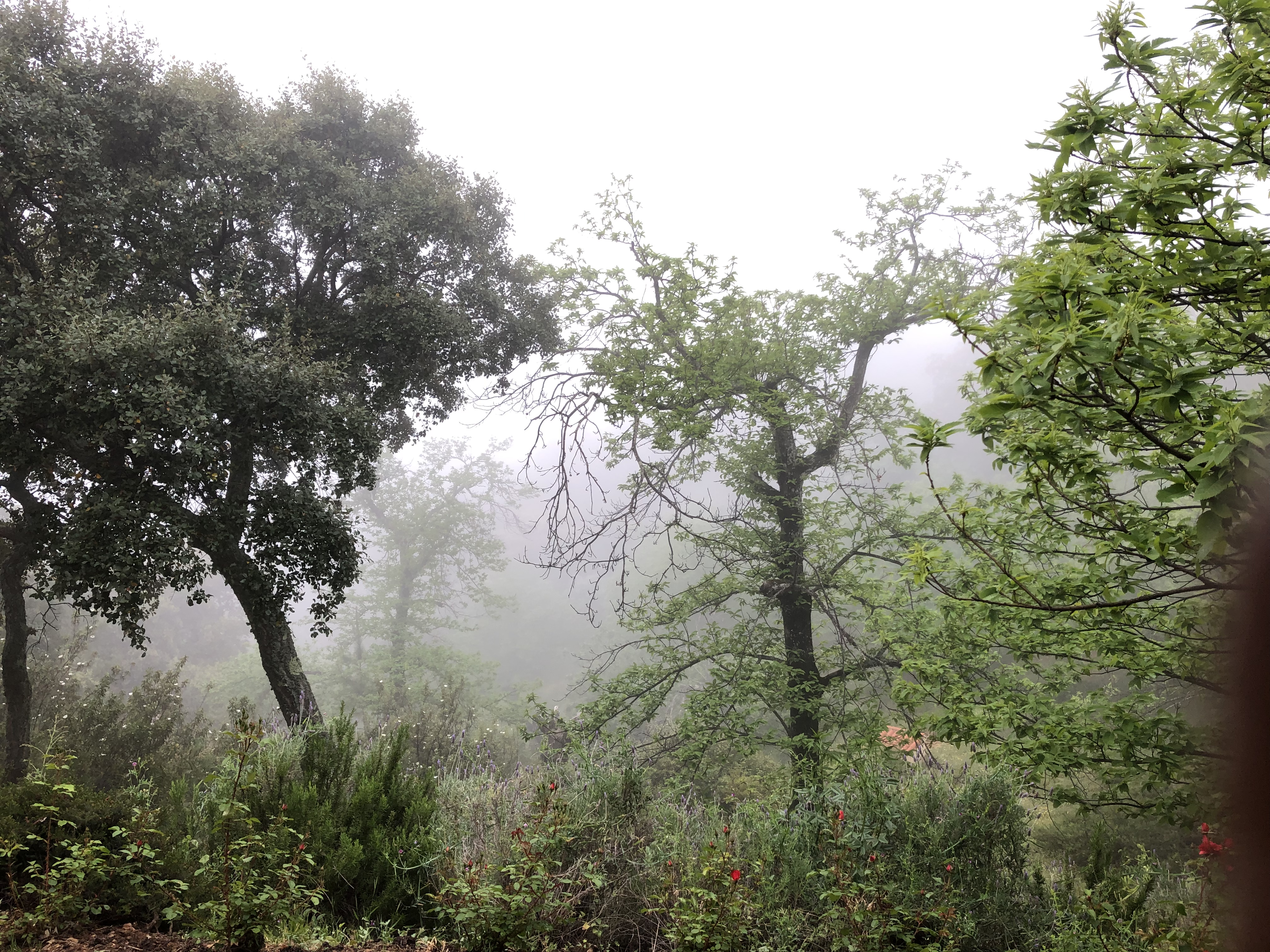
Háj s korkovým dubem

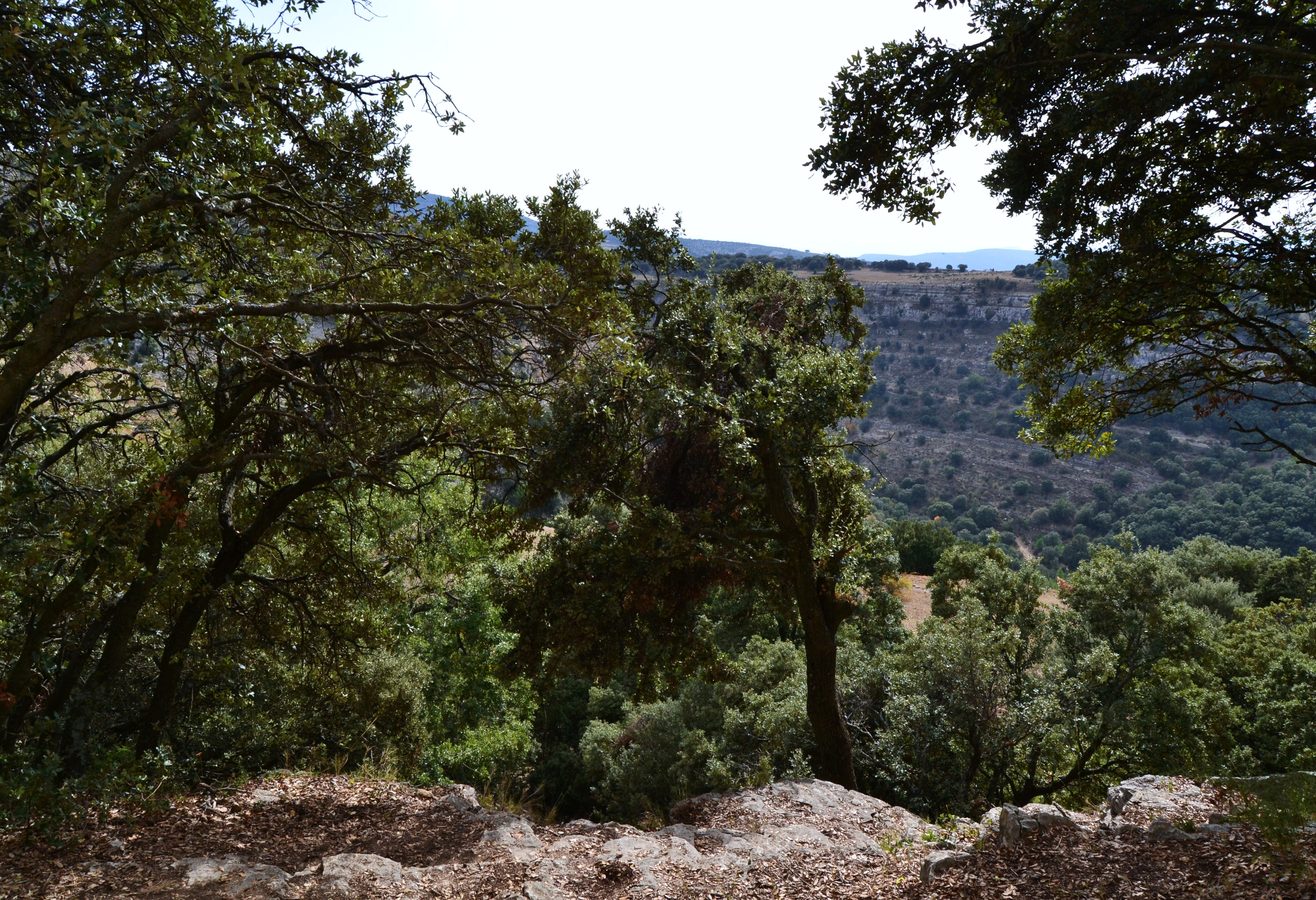
Nízká doubrava na skále

Vesměs jde o dosti tmavé porosty nepropouštějící příliš slunečního svitu, křovinný i bylinný podrost v důsledku toho bývá spíše chudý. Uplatňují se zde naopak různé liány šplhající po kmenech stromů za světlem, jako je přestup drsný (Smilax aspera), mořena cizí (Rubia peregrina), různé zimolezy. Keřové patro může být tvořeno planikami, pistáciemi, jamovci, vavřínem, myrtou, cesmínou, kalinou modroplodou, jasmínem křovitým, řešetlákem proměnlivým a dalšími; vyvíjí se hlavně na světlinách, lesních okrajích nebo na přechodu v degradovanou makchii.

## Ohrožení
Středomořské lesy patří mezi nejohroženější biotopy planety vzhledem k několik tisíciletí trvajícímu tlaku civilizace, který se projevoval jednak přímo kácením na dřevo, přeměnou na polní kultury a urbanizací, jednak intenzivní pastvou, erozí, narušováním režimu lesních požárů (intenzivní vypalování nebo naopak potlačování požárů vedoucí k sukcesním změnám) a v neposlední řadě též introdukcí nepůvodních druhů dřevin (blahovičníků, akácií atp.). Fragmentální zbytky těchto lesů jsou vesměs chráněny v přírodních rezervacích.